# Microporella franklini
Microporella franklini är en mossdjursart som först beskrevs av Soule, Chaney och Morris 2003.  Microporella franklini ingår i släktet Microporella och familjen Microporellidae. Inga underarter finns listade i Catalogue of Life.